# Cornu (Musikinstrument)

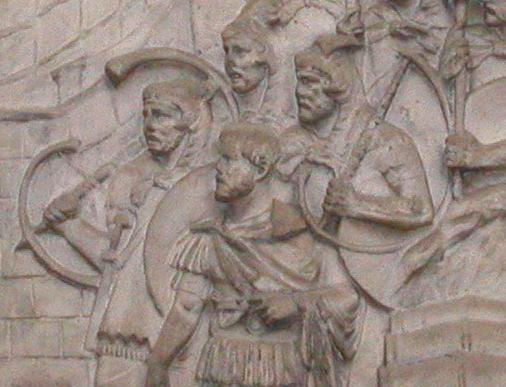
Cornicines auf der Trajanssäule

Das Cornu (lateinisch für ‚Horn‘, Plural Cornua) war eine Naturtrompete im Römischen Reich.
Es hat ähnlich wie die Bucina ein kreisförmig gewundenes, etwa 3 m langes Rohr. Das Instrument wurde aus mehreren gegossenen Bronzeröhren zusammengefügt und besaß zur Stabilisierung eine schräg im Durchmesser verlaufende Stütze. So sah es aus wie der Großbuchstabe G.
Das Cornu wurde im römischen Heer vom Hornbläser (Cornicen) getragen, dessen Dienstgrad mit dem eines Gefreiten zu vergleichen ist. Er übersetzte die Befehle seines Centurios in Schallsignale und sandte sie über das Schlachtfeld. Es wurden aber auch gerade römische Tuba (Tubae) für denselben Zweck eingesetzt.
Außerhalb des Kriegsgeschehens wurde sie auch als Zeremonialinstrument benutzt. Wie der Lituus wurde das Cornu vermutlich von den Etruskern übernommen.